# 能生インターチェンジ
能生インターチェンジ（のうインターチェンジ）は、新潟県糸魚川市大字能生にある北陸自動車道のインターチェンジである。本項目では、能生バスストップ（のうバスストップ）についても記載する。
インターチェンジは平面Y字型の構造になっており、上り線側に平面交差部があり、交差点への進入の際は、信号機で一旦停止することになる。

## 歴史
- 1988年（昭和63年）7月20日 - 名立谷浜IC - 朝日IC間の開通に伴い[1][3][4][5][6]、供用開始[1]。当初は暫定2車線での供用[7]。
- 2000年（平成10年）
  - 4月25日 - 名立谷浜IC - 当IC間が4車線化[8]。
  - 10月3日 - 当IC - 越中境PA間が4車線化[8]。

## 道路
- E8 北陸自動車道（30番）

直接接続
- 新潟県道88号能生インター線
- 新潟県道246号西飛山能生線

間接接続
- 国道8号

## 料金所
- ブース数：4

### 入口
- ブース数：2
  - ETC専用：1
  - 一般：1

### 出口
- ブース数：2
  - ETC専用：1
  - 一般：1

## 周辺
- えちごトキめき鉄道日本海ひすいライン 能生駅
- 新潟県立海洋高等学校

## 能生バスストップ

ときライナー路線図

IC内に高速バス停留所が設置されている。

### 停車する路線

#### 県内線
- 【ときライナー】Ｉ 糸魚川線
早川BS -  能生BS - 名立谷浜BS

## 隣
E8 北陸自動車道
(29)糸魚川IC - 蓮台寺PA - (30)能生IC - (31)名立谷浜IC/SA